# Eriosyce rodentiophila
El sandillón o Eriosyce rodentiophila es una especie de planta fanerógama de la familia Cactaceae.  

## Distribución
Es endémica de Chile, entre la Región de Atacama, donde crece en áreas rocosas con suelo arenoso. La especie se encuentra dentro de la Reserva Nacional Pan de Azúcar.

## Descripción
Eriosyce rodentiophila crece de forma individual con tallos casi esféricos y alcanza un diámetro 12 a 32 centímetros. Su ápice está cubierto de lana blanca. Las raíces son fibrosas y surgen de pequeñas raíces pivotantes. Tiene de 18 a 35 contundentes costillas presentes que se hacen muescas para formar cúspides. Las espinas centrales tienen forma de aguja, gruesas, ascendentes dobladas en los picos son  de color grisáceo. Las 7 - 16 centrales son de 3 a 5 cm, y las 12 a 15 espinas radiales de 2 a 3 cm de largo. Las flores son de color crema y aparecen en las areolas mayores. Miden 2,5 a 4 cm de largo y tienen un diámetro desde 2,2 a 3 centímetros. Su tubo y el pericarpo están ocupados con densa lana blanca y cerdas rígidas. El fruto es de color amarillo rojizo, de 2,5 a 3 cm de largo y son lanudos. 

## Taxonomía
Eriosyce rodentiophila fue descrita por Friedrich Ritter y publicado en Kakteen in Südamerika 3: 916. 1980.
Etimología
Eriosyce: nombre genérico que deriva de dos palabras griegas "erion" = "lana" y syke = "higuera o higos""; debido a los frutos obtenidos.
rodentiophila epíteto
Sinonimia
- Eriosyce megacarpa F.Ritter
- Eriosyce rodentiophila var. lanata F.Ritter[4]